# Dzieci czasu
Dzieci czasu (tyt. oryg. Children of Time) – brytyjska powieść science fiction, napisana przez Adriana Tchaikovsky’ego. Została opublikowana w 2015 przez wydawnictwo Tor Books, a polskie wydanie ukazało się w 2017 nakładem dwóch oficyn: w twardej oprawie wydawnictwa Vesper, w ramach serii Wymiary, w tłumaczeniu Roberta Lipskiego, zaś w miękkiej oprawie wydawnictwa Rebis w tłumaczeniu Jarosława Rybskiego. 
Jest to pierwsza część cyklu Dzieci czasu. Kolejna część serii, Children of Ruin, wydana w 2019 roku, zdobyła nagrodę BSFA dla najlepszej powieści. Trzecia książka, Children of Memory, została wydana w 2022 roku. 

## Fabuła
Odległa przyszłość. Ziemianie mają zamiar umieścić na terraformowanej planecie populację małp, które, zarażone nanowirusem, mają drastycznie przyspieszyć swój rozwój intelektualny i skolonizować planetę. Plan się nie udaje, nanowirus zaraża populację pająków. Po wielu latach resztki ludzkości uciekają z umierającej Ziemi. Kierując się starożytnymi mapami gwiazd, odnajdują planetę przygotowaną do życia, jednak okazuje się ona zamieszkana.

## Nagrody
W 2016 książka zdobyła Nagrodę im. Arthura C. Clarke'a za najlepszą powieść science-fiction opublikowaną w Wielkiej Brytanii. W 2023 roku seria Dzieci czasu została nagrodzona nagrodą Hugo za najlepszy cykl.

## Adaptacja
W 2017 zostały zakupione prawa do filmowej adaptacji książki.